# Miraldo Gomes
Miraldo Gomes (Santo Estêvão, 11 de março de 1944), filho de Antônio Pascácio Gomes e Estela dos Santos Gomes é um médico e político brasileiro que exerceu o mandato de deputado federal constituinte em 1988. Ingressou no ano de 1965 na Universidade Federal da Bahia formando-se em medicina no ano de 1970. Continuou os estudos na área da saúde, fazendo pós-graduação na Universidade do Chile, em Santiago. Em Feira de Santana, cidade vizinha à Santo Estevão, fundou a Maternidade Estela Gomes em 1979, da qual viria a ser diretor em 1986.
Ainda no ano de 1986 concorreu a uma cadeira na Assembléia Nacional Constituinte pelo PMDB. Foi durante um ano suplente da bancada do seu partido, assumindo o mandato em outubro de 1987 com a indicação de Prisco Viana. Na ocasião, ficou responsável pela pasta da Habitação e Urbanismo do governo José Sarney (1985-1990). Manteve durante a Constituinte posturas firmes em relação aos países com histórico de discriminação racial, pronunciando-se a favor de um rompimento diplomático com esses mesmo países. Se posicionou a favor de uma maior proteção aos trabalhadores brasileiros despedidos sem justa causa. Defendeu a entrada de recursos estrangeiros no Brasil, se alinhando com as pautas de privatizações  tão debatidas em sua época. Além de tudo isso, votou contra o mandato de cinco anos do então presidente José Sarney.
Saiu do PMDB em 1988, entrando no PDC (Partido Democrata Cristão). Após a promulgação da Constituição no mesmo ano, prosseguiu na câmara dos deputados. Saiu do poder legislativo em 1991, não tendo concorrido à reeleição. Posteriormente, voltou a Feira de Santana para cuidar da sua própria maternidade. Continuou se especializado em medicina com cursos voltados para a área, começando a também fazer palestras sobre o assunto. No de 1997, foi secretário de Saúde de Feira de Santana.